# Меєрсон Дарій Львович
Дарій Левович Меєрсон (4 січня 1880, Кишинев, Бессарабська губернія — 22 грудня 1958, Одеса) — російський та радянський лікар-фтизіатр, пульмонолог, організатор охорони здоров'я та вчений-медик, один із засновників радянської фтизіатрії. Доктор медичних наук, професор, заслужений діяч науки Української РСР.

## Біографія
Народився 23 грудня (за старим стилем) 1879 року в Кишиневі, був старшою дитиною в багатодітній сім'ї Лейві-Іцека (Лейві-Іцхока) Вольфовича Меєрзона (1857-?) та Ривки Іцековни Меєрзон (уродженої Коган). Після закінчення 2-ї Кишинівської гімназії в 1900 році вступив на природне відділення фізико-математичного факультету Імператорського Новоросійського університету в Одесі. У студентські роки брав участь у революційному русі (соціал-демократ, після II з'їзду РСДРП приєднався до більшовиків), входив до складу виконавчого комітету Південноросійського союзу революційної соціал-демократії, а також у керівництво іскровського комітету РСДРП(б), був членом Південного бюро ЦК РСДРП(б), брав участь у виданні газети «Студент» (партійні прізвиська «Дарій», «Дар'я», «Максим», «Олександр Васильович»). Від імені одеських більшовиків разом з Л. Б. Красіним і П. Г. Смідовичем підписав мандат В. І. Леніну на III з'їзді партії.
У 1904 році закінчив фізико-математичний факультет Новоросійського університету з дипломом І ступеня і вступив на медичний факультет Імператорський Дерптський університет Імператорського Юр'ївського університету. Був головою Коаліційної ради революційного студентства. У 1905 році член першого Ради робочих депутатів і його виконкому, потім Одеського комітету РСДРП (керував інтелігентською секцією), з 13 серпня (31 липня) перебував у Санкт-Петербургі. 1907 року відійшов від партійної діяльності. У 1908 році працював викладачем у приватній жіночій 8-ми класній гімназії В. І. Голдин (Абезгауз) в Одесі. Отримавши звання лікаря у 1909 році, приступив до лікарської практики. У тому ж році був залучений Одеським військово-окружним судом як обвинувачений за каторжною статтею і був змушений емігрувати за кордон. Працював в Париже в терапевтичній клініці і одночасно в Пастерівському інституті під керівництвом І. І. Мечникова. У 1911 році переїхав до Берлін, де почав спеціалізуватися на захворюваннях легень. У цей час почав займатися наукової діяльністю.
Після припинення справи військово-окружним судом у 1912 році повернувся до Одеси. До 1914 року працював в амбулаторії Товариства боротьби з туберкульозом і в діагностичній клініці Новоросійського університету. ]</ref>. Був одним із організаторів першого в Одесі туберкульозного диспансеру та першого туберкульозного санаторію Всеросійської ліги боротьби з туберкульозом. В 1914 був мобілізований в армію, служив старшим ординатором польового рухомого госпіталю на Кавказькому фронті, був нагороджений. Після Лютневої революції 1917 року повернувся до Одеси, де був членом санітарної ради Румунського фронту, начальником медчастини Одеського комітету Всеросійського союзу міст, членом президії обласного комітету по боротьбі з епідеміями, членом Одеського відділення завідувачем відділу боротьби з туберкульозом Одеського губздоров'я. 1920 року призначений головним лікарем Клінічної лікарні імені Роберта Коха.
У 1921 році організував Одеський науково-дослідний туберкулезний інститут Наркомздоров'я України, з 1924 року керував науковою частиною реогранізованого одеського Інституту туберкульозу. [re: «Повернення до витоків»]</ref>. Одночасно з 1922 року доцент (потім професор) і завідувач заснованої ним клініки туберкульозу Одеського державного медичного інституту, на основі якої в 1923 році організував та очолив першу в СРСР кафедру туберкульозу, якою завідував до виходу на пенсію у 1955 році. Кафедра функціонувала як частина Інституту туберкульозу, на її основі для студентів медінституту проводився фтизіатричний цикл. Був членом вченої Ради при Наркомздоров'ї України. У 1933 році входив до номінаційної ради Нобелівської премії Нобелівського комітету.
У роки Велика Вітчизняна війна Великої Вітчизняної війни — начальник медичної частини і консультант евакогоспиталей в Кисловодську (1941—1942), Боржомі (1942—1943), Ташкенті (1943—1944) і Москві (1944—1945).
У 1920—1955 роках жив в Одесі на вулиці Пастера, будинок № 20 (кут вулиці Ольгіївська.
Основні наукові праці в галузі патогенезу, семіотики, діагностики та фармакотерапії туберкульозу легень, а також нетуберкульозних захворювань легень.

## Сім'я
- Дочка — Анна Дмитрівна Рабінович (11 січня 1900, Одеса — 1976, Массачусетс), актриса (сценічний псевдонім Морозова), з 1932 року була одружена з біохіміком Рабінович, Євген Ісаакович|Євгеном >Michael S. Melancon та Donald J. Raleigh «Alexander Rabinowitch Rewrites the Russian Revolution»</ref>.
  - Внуки — Віктор Рабінович (англ. Victor Rabinowitch, 1934—2019), зоолог та науковий адміністратор[9], віце-президент фонду Макартурів[10]; Олександр Рабінович (нар. 1934), історик-совєтолог.
- Брат — режисер Давид Львович Морський[11].
- Двоюрідні брати — Яків Соломонович Меєрзон, хірург-трансфузіолог; Дмитро Соломонович Меєрсон (1900—1993), інженер-архітектор; Іона Еммануїлович Якір, командарм 1-го рангу. Син двоюрідної сестри — письменник і дипломат Давид Григорович Штерн.

## Публікації
- Реакція Pirquet, її діагностичне, прогностичне та епідеміологічне значення. Одеса: Всеукраїнське державне видавництво. Наукова секція Одеське відділення, 1921 р.
- Туберкульоз та житло // Профілактична медицина. 1922. № 4-5.
- Проф. Д. Л. Меєрсон. Туберкульоз та розумова праця. Д-р Л. М. Чацький". Туберкульоз та одеське студентство (До туберкульозного триденника). Одеса: Культвідділ Ісполпрофбюро Медіна, 1924.
- До питання про прижиттєву анатомічну характеристику туберкульозного процесу // Одеський медичний журнал. 1928. № 2.
- Соціально-гігієнічні питання туберкульозу. За редакцією професора Д. Л. Меєрсона. Одеса, 1933.
- Регулювання штучного пневмотораксу // Питання туберкульозу. 1934. № 3.
- Про перибронхіти // Клінічна медицина. 1939. № 2-3.
- Про трифазний перебіг ексудативних плевритів // Радянський лікарський журнал. 1940. № 10.